# Championnat d'Amérique du Sud de rugby à XV 1977
Navigation
Championnat 1975 Championnat 1979
Le Championnat d'Amérique du Sud de rugby à XV 1977 est une compétition de rugby à XV organisée par la Confederación sudamericana de rugby. La 10e édition se déroule du 23 octobre au 30 octobre 1977 et est remportée par l'équipe d'Argentine.

## Équipes participantes
- Argentine
- Chili
- Uruguay
- Paraguay
- Brésil

## Format
L'Argentine, le Brésil, le Chili, l'Uruguay et le Paraguay disputent des matchs sous la forme d'un tournoi. Le premier est déclaré vainqueur.

## Classement
| Rang | Nation        | J | V | N | D | Pm  | Pe  | Diff | Pts |
| ---- | ------------- | - | - | - | - | --- | --- | ---- | --- |
| 1    | Argentine (T) | 4 | 4 | 0 | 0 | 250 | 19  | +231 | 8   |
| 2    | Uruguay       | 4 | 3 | 0 | 1 | 84  | 110 | -26  | 6   |
| 3    | Chili         | 4 | 2 | 0 | 2 | 83  | 128 | -45  | 4   |
| 4    | Paraguay      | 4 | 1 | 0 | 3 | 38  | 128 | -90  | 2   |
| 5    | Brésil        | 4 | 0 | 0 | 4 | 61  | 183 | -122 | 0   |

|  | Vainqueur (no 1).        |
|  | T : Tenant du titre 1975 |

## Résultats
| 23 octobre 1977 | Chili | 22 – 3 | Paraguay | San Miguel de Tucumán |
| 23 octobre 1977 |       |        |          | San Miguel de Tucumán |
| 23 octobre 1977 |       |        |          | San Miguel de Tucumán |

| 23 octobre 1977 | Argentine | 70 – 0 | Uruguay | San Miguel de Tucumán |
| 23 octobre 1977 |           |        |         | San Miguel de Tucumán |
| 23 octobre 1977 |           |        |         | San Miguel de Tucumán |

| 24 octobre 1977 | Uruguay | 16 – 7 | Paraguay | San Miguel de Tucumán |
| 24 octobre 1977 |         |        |          | San Miguel de Tucumán |
| 24 octobre 1977 |         |        |          | San Miguel de Tucumán |

| 24 octobre 1977 | Argentine | 78 – 6 | Brésil | San Miguel de Tucumán |
| 24 octobre 1977 |           |        |        | San Miguel de Tucumán |
| 24 octobre 1977 |           |        |        | San Miguel de Tucumán |

| 27 octobre 1977 | Paraguay | 25 – 13 | Brésil | San Miguel de Tucumán |
| 27 octobre 1977 |          |         |        | San Miguel de Tucumán |
| 27 octobre 1977 |          |         |        | San Miguel de Tucumán |

| 27 octobre 1977 | Uruguay | 21 – 18 | Chili | San Miguel de Tucumán |
| 27 octobre 1977 |         |         |       | San Miguel de Tucumán |
| 27 octobre 1977 |         |         |       | San Miguel de Tucumán |

| 29 octobre 1977 | Chili | 33 – 27 | Brésil | San Miguel de Tucumán |
| 29 octobre 1977 |       |         |        | San Miguel de Tucumán |
| 29 octobre 1977 |       |         |        | San Miguel de Tucumán |

| 29 octobre 1977 | Argentine | 77 – 3 | Paraguay | San Miguel de Tucumán |
| 29 octobre 1977 |           |        |          | San Miguel de Tucumán |
| 29 octobre 1977 |           |        |          | San Miguel de Tucumán |

| 30 octobre 1977 | Uruguay | 47 – 15 | Brésil | San Miguel de Tucumán |
| 30 octobre 1977 |         |         |        | San Miguel de Tucumán |
| 30 octobre 1977 |         |         |        | San Miguel de Tucumán |

| 30 octobre 1977 | Argentine | 25 – 10 | Chili | San Miguel de Tucumán |
| 30 octobre 1977 |           |         |       | San Miguel de Tucumán |
| 30 octobre 1977 |           |         |       | San Miguel de Tucumán |